# Lophocampa problematica
Lophocampa problematica là một loài bướm đêm thuộc phân họ Arctiinae, họ Erebidae.